# Muraltia carnosa
Muraltia carnosa är en jungfrulinsväxtart som beskrevs av Ernst Meyer. Muraltia carnosa ingår i släktet Muraltia och familjen jungfrulinsväxter. Inga underarter finns listade i Catalogue of Life.